# Самородов, Сергей Артемьевич
Сергей Артемьевич Самородов (1912—1955) — сержант Рабоче-крестьянской Красной армии, участник Великой Отечественной войны, Герой Советского Союза (1944).

## Биография
Сергей Самородов родился 8 августа 1912 года в селе Понзари (ныне — Сампурский район Тамбовской области). После окончания начальной школы работал в колхозе. В октябре 1941 года Самородов был призван на службу в Рабоче-крестьянскую Красную Армию. С ноября того же года — на фронтах Великой Отечественной войны.
К сентябрю 1943 года красноармеец Сергей Самородов был сапёром 321-го отдельного инженерного батальона 65-й армии Центрального фронта. Отличился во время форсирования Десны, Сева и Сожа. В сентябре 1943 года Самородов с товарищами за несколько дней соорудил мост через Десну в районе Новгорода-Северского, а затем второй мост в районе села Кудлаевка. Во время форсирования реки Сев в районе города Севска он вновь активно участвовал в строительстве моста. 28 сентября 1943 года во время строительства моста через Сож в районе села Новые Терешковичи Гомельской области Белорусской ССР Самородов возглавил группу сапёров и оперативно восстановил разрушенную вражеским обстрелом опору моста.
Указом Президиума Верховного Совета СССР «О присвоении звания Героя Советского Союза генералам, офицерскому, сержантскому и рядовому составу Красной Армии» от 15 января 1944 года за «образцовое выполнение боевых заданий командования на фронте борьбы с немецкими захватчиками и проявленными при этом отвагу и геройство» красноармеец Сергей Самородов был удостоен высокого звания Героя Советского Союза с вручением ордена Ленина и медали «Золотая Звезда» за номером 1636.
После окончания войны в звании сержанта Самородов был демобилизован. Проживал и работал в родном селе. Скоропостижно скончался 22 июля 1955 года, похоронен в Понзарях.
Был также награждён рядом медалей.